# Canton des Ponts-de-Cé
Le canton des Ponts-de-Cé est une circonscription électorale française située dans le département de Maine-et-Loire et la région Pays de la Loire.
Au redécoupage cantonal de 2014, le canton qui comptait seize communes en compte dès lors dix-sept.

## Histoire
Le canton des Ponts-de-Cé (chef-lieu) est créé le 4 mars 1790. Initialement composé des communes d'Érigné, Juigné-sur-Loire, Saint-Aubin et Saint-Maurille des Ponts-de-Cé, il est augmenté en 1795 de Mûrs, uni à Érigné, Sainte-Gemmes-sur-Loire, Saint-Jean-de-la-Croix, Saint-Melaine et Soulaines.
En 1801 il est à nouveau augmenté des communes de Blaison, La Bohalle, La Daguenière, Gohier, Mozé, Saint-Jean-des-Mauvrets, Saint-Mathurin, Saint-Rémy-la-Varenne, Saint-Saturnin, Saint-Sulpice. En 1824 s'y rajouta la commune de La Ménitrée, créée le 21 juillet de cette année-là, qui en fut détachée en 1954 (canton de Beaufort-en-Vallée).
Intitulé « Les Ponts de Cé », puis « Pont-de-Cé » et enfin « Les Ponts-de-Cé », il est rattaché au district d'Angers, puis en 1800 à l'arrondissement d'Angers.
Avant la réforme territoriale de 2013, le canton compte seize communes que sont Blaison-Gohier, La Bohalle, La Daguenière, Juigné-sur-Loire, Mozé-sur-Louet, Mûrs-Erigné, Les Ponts-de-Cé, Sainte-Gemmes-sur-Loire, Saint-Jean-de-la-Croix, Saint-Jean-des-Mauvrets, Saint-Mathurin-sur-Loire, Saint-Melaine-sur-Aubance, Saint-Rémy-la-Varenne, Saint-Saturnin-sur-Loire, Saint-Sulpice et Soulaines-sur-Aubance.
Le nouveau découpage territorial pour le département de Maine-et-Loire est défini par le décret du 26 février 2014. La composition du canton est alors remodelée, avec une entrée en vigueur au renouvellement des assemblées départementales de mars 2015. Il comprend dès lors les communes suivantes : Les Alleuds, Blaison-Gohier, Brissac-Quincé, Charcé-Saint-Ellier-sur-Aubance, Juigné-sur-Loire, Luigné, Mûrs-Érigné, Les Ponts-de-Cé (bureau centralisateur), Saint-Jean-de-la-Croix, Saint-Jean-des-Mauvrets, Saint-Melaine-sur-Aubance, Saint-Rémy-la-Varenne, Saint-Saturnin-sur-Loire, Saint-Sulpice, Saulgé-l'Hôpital, Soulaines-sur-Aubance, Vauchrétien.

## Géographie
Situé sur les deux rives de la Loire, ce canton est organisé autour des Ponts-de-Cé dans l'arrondissement d'Angers. Sa superficie est de plus de 215 km2 (21 519 hectares), et son altitude varie de 12 mètres (Mozé-sur-Louet) à 96 mètres (Soulaines-sur-Aubance), pour une altitude moyenne de 33 mètres. Il compte 39 115 habitants en 2009.

## Représentation

### Conseillers d'arrondissement (de 1833 à 1940)
| Période                                  | Période | Identité                             | Étiquette   | Qualité |
| ---------------------------------------- | ------- | ------------------------------------ | ----------- | --- |
| 1833                                     | 1848    | Toussaint Louis Joullain (1792-1876) |             | Adjoint au maire de Saint-Mathurin-sur-Loire                                                                |
|                                          |         |                                      |             | |
| 1919                                     | 1937    | Henri Dubois-Féron                   | Républicain | Propriétaire aux Ponts-de-Cé                                                                                |
| 1937                                     | 1940    | M. Massé                             | Radical     | Maire de Mozé-sur-Louet, Président du comice agricole                                                       |
| 1940                                     |         |                                      |             | Les conseils d'arrondissement ont été suspendus par la loi du 12 octobre 1940 et n'ont jamais été réactivés |
| Les données manquantes sont à compléter. |         |                                      |             | |

### Conseillers généraux de 1833 à 2015
Le canton des Ponts-de-Cé est la circonscription électorale servant à l'élection des conseillers généraux, membres du conseil général de Maine-et-Loire.
| Période        | Période               | Identité                                             | Étiquette           | Qualité |
| -------------- | --------------------- | ---------------------------------------------------- | ------------------- | --- |
| 1833           | 1845                  | René-Marie Jacques de Buzelet                        |                     | Maire de Saint-Rémy-la-Varenne |
| 1845           | 1852                  | Camille Henri Guillier de la Tousche                 | Droite              | Docteur en médecine, maire d'Angers (1848) Représentant du peuple (1848-1851)                                                                       |
| 1852           | 1855 (décès)          | Jean Martial Bineau                                  | Majorité dynastique | Inspecteur général, Ministre des Finances (1852-1855) Député (1841-1849), Sénateur (1852-1855)                                                      |
| 1855           | 1867                  | Jean-Baptiste Bouton-Lévêque                         |                     | Maire des Ponts-de-Cé |
| 1867           | 1871                  | Charles Chauvin                                      |                     | Maire de Mûrs |
| 1871           | 1883                  | Raoul Petit, Baron de Blaison, Vicomte de Chemellier | Droite              | Propriétaire à Angers, ancien capitaine des mobiles                                                                                                 |
| 1883           | 1889 (décès)          | Adolphe Emery                                        | Républicain         | Docteur en médecine à Saint-Mathurin-sur-Loire |
| 1889           | 1905 (décès)          | Jean-Joseph Boutton                                  | Républicain rallié  | Maire des Ponts-de-Cé |
| 1905           | 1913                  | Comte Roger de Terves                                | Conservateur        | Ancien chef de bataillon Propriétaire à Angers |
| 1913           | 1937                  | Abel Boutin-Desvignes                                | RG                  | Maire des Ponts-de-Cé |
| 1937           | 1940                  | Henri Dubois-Féron                                   | PSF                 | Propriétaire, conseiller municipal des Ponts-de-Cé, conseiller d'arrondissement Nommé conseiller départemental en 1943                              |
|                |                       |                                                      |                     | |
| septembre 1945 | mars 1961 (décès)     | Adolphe Girardeau                                    | DVD                 | Banquier, Les Ponts-de-Cé |
| juin 1961      | décembre 1965 (décès) | Joseph Cherbonneau                                   | UNR                 | Viticulteur Maire de Mûrs-Erigné (jusqu'en 1965) |
| mars 1966      | septembre 1967        | Maurice Joubert                                      | RI                  | Chef d'entreprise, maire des Ponts-de-Cé |
| septembre 1967 | septembre 1973        | Jean Foyer                                           | UDR                 | Professeur à la Faculté de droit de Paris Député (1959-1988) Maire de Contigné (1959-2001) Secrétaire d’État puis Ministre (1960-1967 et 1972-1973) |
| septembre 1973 | mars 1998             | Guy Poirier                                          | DVD                 | Médecin Maire des Ponts-de-Cé |
| mars 1998      | mars 2004             | Jean-Claude Boyer                                    | PS                  | Conseiller municipal des Ponts-de-Cé |
| mars 2004      | mars 2015             | Philippe Bodard                                      | PS puis DVG         | Instituteur puis permanent syndical Maire de Mûrs-Erigné (1995-2014)                                                                                |

#### Résultats électoraux détaillés
- Élections cantonales de 2004 : Philippe Bodard   (PS) est élu au 2e tour avec 54,09 % des suffrages exprimés, devant Robert Gautier   (Divers droite) (45,91 %). Le taux de participation est de 68,43 % (19 131 votants sur 27 959 inscrits)[19].
- Élections cantonales de 2011 : Philippe Bodard   (Divers gauche) est élu au 2e tour avec 56 % des suffrages exprimés, devant Dominique Leon   (Divers droite) (44 %). Le taux de participation est de 44,64 % (13 162 votants sur 29 488 inscrits)[20].

### Conseillers départementaux depuis 2015
À partir du renouvellement des assemblées départementales de 2015, le canton devient la circonscription électorale servant à l'élection des conseillers départementaux, membres du conseil départemental de Maine-et-Loire.
| Période élective | Période élective | Mandat | Mandat   | Identité           | Nuance | Nuance | Qualité                                                                       |
| ---------------- | ---------------- | ------ | -------- | ------------------ | ------ | ------ | ----------------------------------------------------------------------------- |
| 2015             | 2021             | 2015   | 2021     | Brigitte Guglielmi |        | DVG    | Paysagiste Adjointe au maire de Saint-Saturnin-sur-Loire                      |
| 2015             | 2021             | 2015   | 2021     | Jean-Paul Pavillon |        | PS     | Professeur des écoles Maire des Ponts-de-Cé (depuis 2018)                     |
| 2021             | 2028             | 2021   | en cours | Brigitte Guglielmi |        | DVG    | Conseillère sortante, adjointe au maire de Brissac-Loire-Aubance              |
| 2021             | 2028             | 2021   | en cours | Vincent Guibert    |        | PS     | Enseignant en lycée agricole public, premier adjoint au maire des Ponts-de-Cé |

### Résultats détaillés

#### Élections de mars 2015
À l'issue du 1er tour des élections départementales de 2015, deux binômes sont en ballottage : Brigitte Guglielmi et Jean-Paul Pavillon (PS, 31,95 %) et Régine Arriberouge et David Colin (Union de la Droite, 31,78 %). Le taux de participation est de 50,66 % (14 076 votants sur 27 785 inscrits) contre 49,68 % au niveau départemental et 50,17 % au niveau national.
Au second tour, Brigitte Guglielmi et Jean-Paul Pavillon (PS) sont élus avec 50,50 % des suffrages exprimés et un taux de participation de 47,15 % (6 357 voix pour 13 813 votants et 27 784 inscrits).

#### Élections de juin 2021
Le premier tour des élections départementales de 2021 est marqué par un très faible taux de participation (33,26 % au niveau national). Dans le canton des Ponts-de-Cé, ce taux de participation est de 30,59 % (8 948 votants sur 29 256 inscrits) contre 29,36 % au niveau départemental. À l'issue de ce premier tour, deux binômes sont en ballottage : Brigitte Guglielmi et Vincent Guibert (Union à gauche avec des écologistes, 59,25 %) et Damien Coiffard et Annie Malecot (DVD, 40,75 %).
Le second tour des élections est marqué une nouvelle fois par une abstention massive équivalente au premier tour. Les taux de participation sont de 34,36 % au niveau national, 30,37 % dans le département et 32,16 % dans le canton des Ponts-de-Cé. Brigitte Guglielmi et Vincent Guibert (Union à gauche avec des écologistes) sont élus avec 59,56 % des suffrages exprimés (5 225 voix pour 9 411 votants et 29 265 inscrits),,.

## Composition

### Composition avant 2015
| Nom                         | Code Insee | Codepostal | Superficie (km2) | Population (dernière pop. légale) | Densité (hab./km2) |
| --------------------------- | ---------- | ---------- | ---------------- | --------------------------------- | ------------------ |
| Les Ponts-de-Cé (chef-lieu) | 49246      | 49130      | 19,55            | 11 975 (2012)                     | 613                |
| Blaison-Gohier              | 49029      | 49320      | 21,45            | 1 062 (2012)                      | 50                 |
| La Bohalle                  | 49032      | 49800      | 9,35             | 1 213 (2012)                      | 130                |
| La Daguenière               | 49117      | 49800      | 11,92            | 1 271 (2012)                      | 107                |
| Juigné-sur-Loire            | 49167      | 49610      | 12,49            | 2 580 (2012)                      | 207                |
| Mozé-sur-Louet              | 49222      | 49610      | 25,53            | 2 050 (2012)                      | 80                 |
| Mûrs-Erigné                 | 49223      | 49610      | 17,29            | 5 370 (2012)                      | 311                |
| Sainte-Gemmes-sur-Loire     | 49278      | 49130      | 14,83            | 3 648 (2012)                      | 246                |
| Saint-Jean-de-la-Croix      | 49288      | 49130      | 1,83             | 237 (2012)                        | 130                |
| Saint-Jean-des-Mauvrets     | 49290      | 49320      | 12,76            | 1 749 (2012)                      | 137                |

Carte du canton en 2014.

| Saint-Mathurin-sur-Loire    | 49307      | 49250      | 19,85            | 2 390 (2012)                      | 120                |
| Saint-Melaine-sur-Aubance   | 49308      | 49610      | 5,11             | 2 060 (2012)                      | 403                |
| Saint-Rémy-la-Varenne       | 49317      | 49250      | 15,67            | 974 (2012)                        | 62                 |
| Saint-Saturnin-sur-Loire    | 49318      | 49320      | 11,94            | 1 358 (2012)                      | 114                |
| Saint-Sulpice               | 49322      | 49320      | 2,90             | 183 (2012)                        | 63                 |
| Soulaines-sur-Aubance       | 49338      | 49610      | 12,72            | 1 194 (2012)                      | 94                 |

### Composition depuis 2015
Lors du redécoupage de 2014, le canton des Ponts-de-Cé regroupe dix-sept communes.
À la suite de la création des communes nouvelles de Blaison-Saint-Sulpice au 1er janvier 2016, des Garennes sur Loire et de Brissac Loire Aubance au 15 décembre 2016, le canton comprend désormais sept communes entières et une fraction.
| Nom                                     | Code Insee | Intercommunalité          | Superficie (km2) | Population (dernière pop. légale)               | Densité (hab./km2) | Modifier                                    |
| --------------------------------------- | ---------- | ------------------------- | ---------------- | ----------------------------------------------- | ------------------ | ------------------------------------------- |
| Les Ponts-de-Cé (bureau centralisateur) | 49246      | CU Angers Loire Métropole | 19,55            | 12 863 (2022)                                   | 658                | modifier les données · modifier les données |
| Blaison-Saint-Sulpice                   | 49029      | CC Loire Layon Aubance    | 24,35            | 1 317 (2022)                                    | 54                 | modifier les données · modifier les données |
| Brissac Loire Aubance                   | 49050      | CC Loire Layon Aubance    | 120,89           | Fraction : 9 645 (2022) Commune : 11 000 (2022) | 91                 | modifier les données · modifier les données |
| Les Garennes sur Loire                  | 49167      | CC Loire Layon Aubance    | 25,25            | 4 670 (2022)                                    | 185                | modifier les données · modifier les données |
| Mûrs-Erigné                             | 49223      | CU Angers Loire Métropole | 17,29            | 6 172 (2022)                                    | 357                | modifier les données · modifier les données |
| Saint-Jean-de-la-Croix                  | 49288      | CC Loire Layon Aubance    | 1,83             | 225 (2022)                                      | 123                | modifier les données · modifier les données |
| Saint-Melaine-sur-Aubance               | 49308      | CC Loire Layon Aubance    | 5,11             | 2 209 (2022)                                    | 432                | modifier les données · modifier les données |
| Soulaines-sur-Aubance                   | 49338      | CU Angers Loire Métropole | 12,72            | 1 344 (2022)                                    | 106                | modifier les données · modifier les données |
| Canton des Ponts-de-Cé                  | 4917       |                           |                  | 38 445 (2022)                                   |                    | modifier les données                        |

## Démographie

### Démographie avant 2015
| 1962   | 1968   | 1975   | 1982   | 1990   | 1999   | 2006   | 2011   | 2012   |
| ------ | ------ | ------ | ------ | ------ | ------ | ------ | ------ | ------ |
| 21 318 | 22 974 | 26 436 | 30 941 | 34 097 | 37 172 | 38 574 | 39 111 | 39 314 |

### Démographie depuis 2015
En 2022, le canton comptait 38 445 habitants, en évolution de +3,84 % par rapport à 2016 (Maine-et-Loire : +2,12 %, France hors Mayotte : +2,11 %).
| 2013   | 2018   | 2022   |
| ------ | ------ | ------ |
| 36 005 | 37 539 | 38 445 |